# Mark Brunell
Mark Allen Brunell (Los Angeles, 17 settembre 1970) è un ex giocatore di football americano statunitense che ha giocato nel ruolo di quarterback nella National Football League (NFL). Fu scelto nel corso del quinto giro (118º assoluto) del Draft NFL 1993 dai Green Bay Packers. Al college giocò a football all'Università di Washington.

## Carriera professionistica

### Green Bay Packers
Mark Brunell fu scelto nel corso del quinto giro del Draft 1993 dai Green Bay Packers. Molte voci dei media di Seattle criticarono apertamente i Seahawks (che possedevano la seconda scelta assoluta del draft) per aver scelto il quarterback da Notre Dame Rick Mirer, invece di attendere e selezionare Brunell.

### Jacksonville Jaguars
Dopo due anni coi Packers, Brunell fu acquisito nel 1995 dai neonati Jacksonville Jaguars in cambio di una scelta del terzo e del quinto giro del Draft NFL 1995. Brunell partì come titolare in 13 gare della stagione 1995, passando 2.168 yards con 15 touchdown e 7 intercetti
Nei suoi anni a Jacksonville, Brunell fu convocato tre volte per il Pro Bowl, nel 1996, 1997 e 1999 venendo premiato come MVP dell'edizione 1996. Con Brunell come titolare, i Jaguars vinsero il titolo della AFC Central Division e divennero la prima squadra di espansione a raggiungere i playoff in tre delle sue prime quattro stagioni. Nella loro seconda stagione giunsero fino alla finale della AFC, persa contro i New England Patriots. Vi fecero ritorno nel 1999, perdendo contro i Tennessee Titans.
Brunell fu messo in panchina in favore di Byron Leftwich dopo il primo tempo nella terza gara della stagione 2003. Fu l'ultima volta che Brunell scese in campo con la maglia dei Jaguars. Titolare fino dalla loro stagione inaugurale, Brunell lasciò la franchigia come titolare di tutti i record della squadra.

### Washington Redskins
Brunell fu scambiato coi Washington Redskins prima della stagione 2004. Un problema al tendine del ginocchio lo limitò per tutta la stagione 2004, venendo sostituito a metà stagione dal quarterback Patrick Ramsey. Dopo che questi si infortunò all'inizio della stagione 2005, Mark tornò titolare, guidando la squadra a un record di 10-6 e una vittoria ai playoff sui Tampa Bay Buccaneers, arrivando terzo nella classifica dell'NFL Comeback Player of the Year Award.
Il 24 settembre 2006, Brunell superò il record NFL record per passaggi consecutivi completati in una gara, completando i suoi primi 22 contro gli Houston Texans. Brunell stabilì anche il record di franchigia per la più alta percentuale di completamento in una singola gara (88,9%). Il precedente record apparteneva al membro della Pro Football Hall of Fame Sammy Baugh da 66 anni (87,5%). Il 13 novembre 2006, dopo aver vinto solo tre delle prime nove gare della stagione 2006, Brunell fu messo in panchina in favore di Jason Campbell. Molti analisti ritennero che Brunell fosse solamente il capro espiatoria di una squadra che stava giocando tutta sotto la media. Nel 2007, Brunell fu superato nelle gerarchie della squadra da Todd Collins. A fine anno fu svincolato.

### New Orleans Saints
Nel 2008, Brunell passò ai New Orleans per fungere da riserva di Drew Brees e nella prima stagione con la squadra non scese mai in campo. Dopo aver giocato come holder per tutta la stagione regolare 2009, Brunell tornò in campo come quarterback nell'ultima gara della stagione dopo tre anni, coi Saints già qualificati per i playoff, contro i Carolina Panthers. Nel Super Bowl XLIV i Saints batterono gli Indianapolis Colts e Brunell vinse il suo unico anello della carriera.

### New York Jets
Nel 2010, Brunell firmò un contratto biennale coi Jets come riserva di Mark Sanchez. Nell'ultima gara della stagione regolare 2010 passò il suo primo touchdown dal 2006 per Santonio Holmes, ripetendosi nel secondo tempo con un altro per Braylon Edwards. Il suo contratto in scadenza dopo il 2011 non gli fu rinnovato.

## Palmarès

### Franchigia
- Super Bowl : 1

New Orleans Saints: Super Bowl XLIV
- National Football Conference Championship: 1

New Orleans Saints: 2009

### Individuale
- Convocazioni al Pro Bowl: 3

1996, 1997, 1999
- MVP del Pro Bowl: 1

1996
- Pride of the Jaguars

## Statistiche
| Yard passate  | 32.072 |
| Touchdown     | 184    |
| Intercetti    | 108    |
| Passer rating | 84,0   |